# ジョージ・シドニー
ジョージ・シドニー（George Sidney、1916年10月4日 - 2002年5月5日）は、アメリカ合衆国の映画監督。ミュージカル映画の監督で有名。

## 略歴
父親は舞台プロデューサー、母親は女優。MGMでアシスタントとして働き、1938年に映画監督としてデビュー。
1951年から1959年まで映画監督協会の会長を務めた。

## 主な作品
- 万雷の歓呼 Thousands Cheer (1943)
- 世紀の女王 Bathing Beauty（1944）
- 錨を上げて Anchors Aweigh（1945）
- 三銃士 The Three Musketeers（1948）
- アニーよ銃をとれ Annie Get Your Gun（1950）
- ショウ・ボート Show Boat（1951）
- 血闘 Scaramouche（1952）
- 悲恋の王女エリザベス Young Bess（1953）
- キス・ミー・ケイト Kiss Me Kate（1953）
- 愛情物語（1956）
- 夜の豹 Pal Joey（1957）
- バイ・バイ・バーディー Bye Bye Birdie（1963）
- ラスベガス万才 Viva Las Vegas（1964）
- スインガー The Swinger（1966）
- 心を繋ぐ6ペンス Half a Sixpence（1967）